# Vincent Valentine Egwuchukwu Ezeonyia
Mons. Vincent Valentine Egwuchukwu Ezeonyia, C.S.Sp. (5. dubna 1941, Uke – 8. února 2015) byl nigerijský katolický biskup a člen Kongregace Svatého Ducha.

## Stručný životopis
Narodil se 5. dubna 1941 v Uke. Na kněze byl vysvěcen 3. srpna 1968. Dne 2. dubna 1990 byl ustanoven prvním biskupem diecéze Aba. Biskupské svěcení přijal 1. července 1990 z rukou arcibiskupa Paula Fouad Naïm Tabeta a spolusvětiteli byli Anthony Gogo Nwedo, C.S.Sp. a Albert Kanene Obiefuna v katedrále Matky Boží (Umuahia). Dne 2. července 1990 byl uveden do úřadu v Katedrále Krista krále (Aba).

## Biskupská genealogie
Následující tabulka obsahuje genealogický strom, který ukazuje vztah mezi svěcencem a světitelem – pro každého biskupa na seznamu je předchůdcem jeho světitel, zatímco následovníkem je biskup, kterého vysvětil. Rekonstrukcím a vyhledáním původu v rodové linii ze zabývá historiografická disciplína biskupská genealogie.
1. Georges Rizqallah Beseb’el
2. Estephan Douaihi
3. Jacob IV. Awad
4. Siméon VII. Awad
5. Joseph VI. Estephan
6. Yuhanna El-Helou
7. Youssef Hobaish
8. Boulos Boutros Massaad
9. Elias Pierre Hoyek
10. Antonio Pierre Arida
11. Antoine Pierre Khoraiche
12. Vincent Valentine Egwuchukwu Ezeonyia